# Berlin (Dakota del Nord)
Berlin és una població dels Estats Units a l'estat de Dakota del Nord. Segons el cens del 2000 tenia 35 habitants.

## Demografia
Segons el cens del 2000, Berlin tenia 35 habitants, 15 habitatges, i 10 famílies. La densitat de població era de 135,1 hab./km².
Dels 15 habitatges en un 20% hi vivien nens de menys de 18 anys, en un 73,3% hi vivien parelles casades, en un 0% dones solteres, i en un 26,7% no eren unitats familiars. En el 26,7% dels habitatges hi vivien persones soles el 26,7% de les quals corresponia a persones de 65 anys o més que vivien soles. El nombre mitjà de persones vivint en cada habitatge era de 2,33 i el nombre mitjà de persones que vivien en cada família era de 2,73.
Per edats la població es repartia de la següent manera: un 22,9% tenia menys de 18 anys, un 2,9% entre 18 i 24, un 20% entre 25 i 44, un 37,1% de 45 a 60 i un 17,1% 65 anys o més.
L'edat mediana era de 46 anys. Per cada 100 dones de 18 o més anys hi havia 145,5 homes.
La renda mediana per habitatge era de 31.250 $ i la renda mediana per família de 46.875 $. Els homes tenien una renda mediana de 26.250 $ mentre que les dones 28.750 $. La renda per capita de la població era de 18.795 $. Entorn del 14,3% de les famílies i el 8,1% de la població estaven per davall del llindar de pobresa.

## Poblacions més properes
El següent diagrama mostra les poblacions més properes.